# 张常宁
张常宁（1995年11月6日—），出生于江苏常州，生在排球世家，為中國女子排球運動員，亦為中國國家女子排球隊成員，身高1米95，司職主攻位置，亦可擔任接應二傳位置。目前效力江蘇中天鋼鐵女排。
早年为沙滩排球选手，并入选中国国家女子沙滩排球队，2013年随江苏代表团参加全运会后改打室内排球，2014年入選國家二隊，2015年入選一隊並随球队获得世界杯冠军及其後在2016年奥林匹克运动会夺得金牌。

## 運動生涯
张常宁2009年入选中国沙滩排球队。2013年被江苏代表团临时抽调进室内女子排球队参加中华人民共和国第十二届运动会，但在赛会结束后张常宁表态只想打室内排球，并决定不再参与沙滩排球运动，因此一度遭到国家体育总局排球运动管理中心封杀，以至于无法随江苏女排报名参加2013-14赛季的中国女子排球联赛。12月26日禁赛事件平息，张常宁得以随江苏队参加第八轮后的全部比赛。
同年，张常宁被时任中国国家女子排球队主教练郎平选中并随中国女子排球国家队集训，于2014年以女排二队队员身份参加仁川亚运会及女排亞洲盃。尤其在亚运女排半决赛，中国隊對陣泰国隊的比赛中，张常宁得分20，荣膺本场得分王。在决赛，中国队對陣韩国队，张常宁进攻45扣21中，成功率46.67%。在這兩項賽事中，中國女排二隊獲得一冠一亞的好成績，之後陣中的部分主力球員獲得提拔升上一隊的機會，張常寧為其中之一。
2015年女排世界杯中，张常宁獲得代表國家一隊出戰的機會。由于惠若琪受伤，张常宁代为成为首发队员，在发球、进攻和拦网也有出色表现，并随队夺得冠军。2015年张常宁以免试生身份进入南京师范大学体育科学学院就读。另外，張常寧在中國女子排球聯賽表現出色，在2015/16及2016/17賽季連續兩年奪得「最有價值球員」，其中在2016/17賽季首次與江蘇女排奪得聯賽冠軍。
2016年里约热内卢奥运会，张常宁以主力身份入选，是中国女排的第三大得分手。
2017年女排大冠軍盃，中国女排时隔16年再折桂，张常宁总计71分名列第6，在一传榜单以34.12%成功率名列賽事得分榜第6，在扣球榜单以43.33%的成功率位列第5。2017年9月26日，中國排球聯賽頒獎典禮舉行，张常宁获頒發2016-2017賽季中国女子排球联赛最佳发球和最有价值球员奖。2018年2月24日，当选为第十三届全国人大代表。2019年參加她第二次的女排世界杯並再次與球隊奪得冠軍。
在2020東京奧運會後，张常宁接受膝蓋手術並養傷恢復。2024年重返國家隊。

## 家庭
- 父亲张友生，原中国国家男子排球队队员，曾随队参加1984年洛杉矶奥运会。
- 母亲江秋寒。
- 哥哥张晨，中国国家男子排球队队员。[7]
- 嫂子李楊，中国体操队前队员。
- 家公吳衛，是父親的队友。
- 丈夫是江蘇男籃球員吳冠希1994年9月29日（30歲），兩人已於2020年領證結婚。
- 在姓名中，张姓代表祖籍张家港；常代表妈妈祖籍常州，宁代表爸爸户籍地南京的简称。
- 擅长的科目是数学，爱好画漫画，幼年理想是像妈妈一样做体育教师。

## 獎項

### 個人榮譽
- 2014年女排亞洲盃：最佳主攻
- 2015-2016中国女子排球联赛：最佳主攻、MVP（最有價值球員）
- 2016-2017中国女子排球联赛：最佳发球、MVP（最有價值球員）
- 2017-2018中國女子排球超級联赛：最佳发球

### 俱樂部
- 2014-2015赛季中国女子排球联赛： - 铜牌（江蘇中天鋼鐵排球俱樂部）
- 2015-2016赛季中国女子排球联赛： - 銀牌（江蘇中天鋼鐵排球俱樂部）
- 2016-2017赛季中国女子排球联赛： - 金牌（江蘇中天鋼鐵排球俱樂部）
- 2017-2018赛季中国女子排球超級联赛： - 铜牌（江蘇中天鋼鐵排球俱樂部）

### 國家隊
- 2014年女排亞洲盃： - 金牌
- 2014年仁川亚运会:  - 銀牌
- 2015年世界盃女子排球賽： - 金牌
- 2015年亞洲女子排球錦標賽:  - 金牌
- 2016年女排亞洲盃： - 金牌
- 2016年夏季奧林匹克運動會女子排球比賽： - 金牌
- 2017年女排大冠軍盃： - 金牌
- 2018年世界女排锦标赛:   - 銅牌
- 2019年世界盃女子排球賽： - 金牌

## 备注
1. ↑  当时女排一队参加2014年世界女子排球錦標賽，征战仁川亚运会的为女排二队[6]